# Facultad de Veterinaria (León)
La Facultad de Veterinaria de la Universidad de León es una de las facultades más antiguas y prestigiosas de España. Fue fundada en 1852 como Escuela de Veterinaria de León en el Convento de San Marcos. Hoy se encuentra situada en el Campus Universitario de Vegazana (Universidad de León).
La Facultad posee modernas instalaciones dedicadas a la docencia y la investigación, como el Hospital Clínico Veterinario, el Instituto de Desarrollo Ganadero, la Granja Experimental y la Planta de Elaboración de Alimentos. Colabora estrechamente con la Facultad de Ciencias Biológicas y Ambientales, compartiendo algunos edificios del Campus de Vegazana como el Centro de Investigación de Biomedicina y Genética, y el Instituto de Medio Ambiente.
Además, varios centros científicos de la comunidad de Castilla y León, funcionan bajo control y al servicio de la Facultad de Veterinaria de León, como son el Instituto de Biotecnología (INBIOTEC) (en colaboración con la FCCBBAA), el Instituto de Toxicología (INTOXCAL) o el Centro de Selección y Reproducción Animal (CENSYRA).

## Titulaciones y alumnos
En la Facultad de Veterinaria de León se cursan las titulaciones de Licenciado en Veterinaria y Licenciado en Ciencia y Tecnología de los Alimentos, sumando entre las dos un total de unos 1000 alumnos.

## Alumnos y profesores ilustres
- D. Félix Gordón Ordás (León, 1885 - México, 1973), presidente de la II República Española en el exilio (1951-1960), veterinario, profesor y antiguo alumno de la Escuela de Veterinaria de León, llevó a cabo un giro trascendental en la profesión veterinaria y su enseñanza en 1931 en toda España, país por aquel entonces, muy atrasado científicamente. Valiéndose de su cargo de Ministro de Comercio e Industria en la Segunda República:

- Creó la Dirección General de Ganadería, consiguiendo una unidad de acción entre todos los niveles.
- Dignificó la profesión veterinaria en general.
- Modernizó definitivamente la enseñanza, cambio que llega hasta nuestros días. Comprendía, entre otros aspectos:
  - Considerar la formación de profesionales veterinarios como su misión primordial.
  - Aprovechar al máximo las relaciones con otras ciencias.
  - Incrementar la enseñanza práctica, la existencia de asignaturas optativas y la investigación y divulgación científicas.

En 2002 recibió los títulos póstumos de:
- Presidente de Honor del Colegio de Veterinarios de León.
- Presidente de Honor del Consejo General de Colegios Veterinarios de España.
- Hijo Predilecto de la Ciudad de León.

- Andrés Suárez y Suárez, decano de la Facultad de Veterinaria (1964-1967), director general de Educación Básica (1977) y primer rector de la Universidad de León (1982-1984).
- Juan Téllez Vicén
- Santos Ovejero del Agua
- Miguel Abad Gavín
- Miguel Cordero del Campillo
- Valentín Rodríguez Rodríguez, Presidente del Colegio Oficial de Veterinarios de León (1956-1962), decano de la facultad de Veterinaria, Veterinario militar, e impulsor de adquisición del "Albeitar"
- Francisco Antonio Rojo Vázquez
- J. Carlos Domínguez Fdez-Tejerina
- César Ángel Chamorro Álvarez
- Maximino Fernández Caso
- Vicente González Eguren
- Germán Naharro Carrasco
- Luis Ariel García-Pardo García-Lorenzana

## Datos de interés
En 1940, el Gobierno Franquista promulga un nuevo "Plan de Estudios" que, según la propia Facultad, supone un paso atrás ante lo conseguido por D. Félix Gordón Ordás. En 1943, las Escuelas Superiores de Veterinaria en España son transformadas en Facultades, y en la de León, se elige como Patrono a San Francisco de Asís, como color académico el verde y, más tarde, como emblema al Centauro Quirón.

## Educational Veterinary Anatomy
La Web "Educational Veterinary Anatomy" (EVA) es un medio de apoyo en la red, común para las Facultades de Veterinaria de León, la de Córdoba y Trás-os-Montes e Alto Douro (Portugal), que promueve su adaptación al Espacio Europeo de Educación Superior.
En ella se publican los materiales docentes de cada facultad en materia de anatomía para compartir entre ellas, con el objetivo de homogeneizar sus actividades docentes y constituir un recurso educativo para los alumnos de Anatomía Veterinaria de las Universidades.